# Orthodontium lignicola
Orthodontium lignicola là một loài Rêu trong họ Bryaceae. Loài này được (Broth.) Da-cheng Zhang mô tả khoa học đầu tiên năm 2002.